# Jeřáb prostřední
Jeřáb prostřední (Sorbus intermedia) je listnatý opadavý keř nebo strom z čeledi růžovitých, dorůstající až 12 m do výšky a také 12 m do šířky.

## Popis

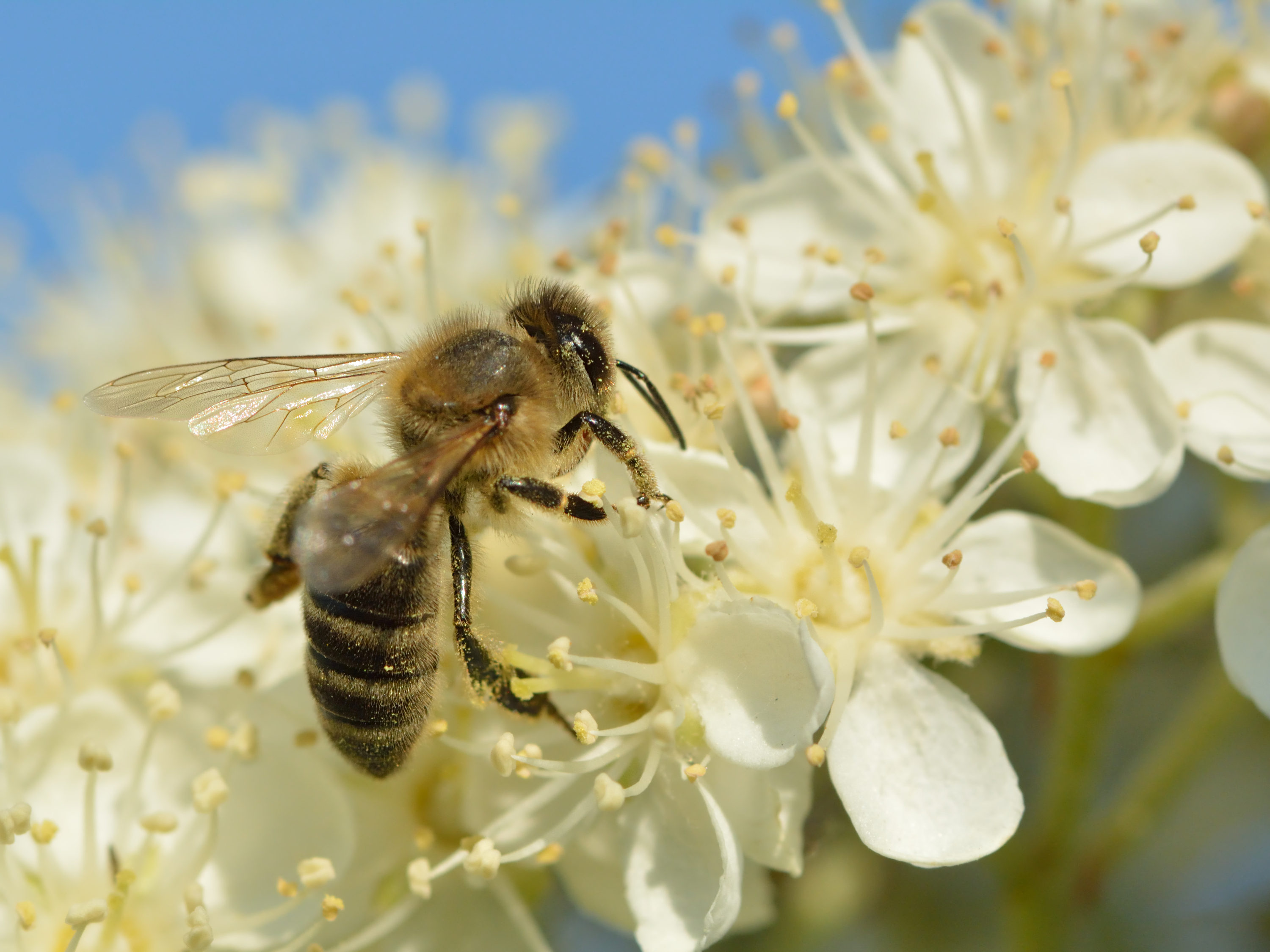

- Listy jsou široce vejčité, mají světle zelenou barvu a jsou velké až 11 cm.
- Květ – květenství tvoří šedobílé laty široké až 10 cm. Květy jsou samosprašné a jsou opylovány hmyzem. Zvláštností je to, že se rozmnožuje též apomikticky, tj. semeny z neoplodněných květů. Tuto zvláštnost mají všechny druhy jeřábů původem ze Skandinávie. Z květů se později vytvářejí plody velké až 1,2 cm.
- Plody jsou kulaté, oranžově červené malvice dozrávající od září do října.
- Kvete v květnu.

## Areál rozšíření
Původní rozšíření bylo v jižním Švédsku, Dánsku, severním Německu a Skotsku. Ve Švédsku je natolik rozšířen, že se mu také říká jeřáb švédský. Ve své domovině roste pouze jako keř.
V Čechách byl poprvé introdukován roku 1835.

## Stanoviště
Tento jeřáb není náchylný na mráz a je mrazuvzdorný až do –30 °C. Tento druh není náročný na druh půdy, úspěšně roste jak na slunných místech, tak i ve světlých lesích. Snáší také městské znečištění. Pěstuje se především ve městech jako součást okrasných stromořadí a v parcích.